# 2016 في سانت لوسيا
فيما يلي قوائم الأحداث التي وقعت خلال عام 2016 في سانت لوسيا.

## سياسة

### انتهاء فترة المنصب
- 7 يونيو – كيني أنتوني Prime Minister of Saint Lucia [الإنجليزية]‏.

## رياضة
- 1 يناير – سانت لوسيا في الألعاب الأولمبية الصيفية 2016

## وفيات

### أبريل
- 11 أبريل – إيميل فورد (مواليد 1937) مغني من المملكة المتحدة.